# Beatrix od Nizozemske
Beatrix, kraljica Nizozemske (rođena kao Beatrix Wilhelmina Armgard van Oranje-Nassau, Prinses der Nederlanden, Prinses van Oranje-Nassau, Prinses van Lippe-Biesterfeld) (31. siječnja 1938.), vladarica Nizozemske od 30. travnja 1980. do 30. travnja 2013. godine kada je abdicirala.

## Djetinstvo
Kći kraljice Juliane i princa Bernharda. Njeni su kršteni kumovi kralj Leopold III. Belgijski, vojvoda Adolphe od Mecklenbug-Schwerina (brat njenog djeda po majci, princa Hendrika), princeza Alice, grofica od Athlone i Allene, grofica od Kotzebuea.
Kao vrlo mlada djevojčica bila je prisiljena, zajedno s obitelji pobjeći iz domovine koju je okupirala nacistička Njemačka.
Prvo je odredište bila Velika Britanija, a poslije Kanada gdje je pohađala javnu školu. U Kanadi je završila vrtić i osnovnu školu. Nakon što se vratila kući, nastavila je osnovno obrazovanje u naprednoj školi u Bilthovenu.

## Školovanje
U srednjoj je školi maturirala umjetnost i klasiku. Nakon što je proslavila 18. rođendan, prema Nizozemskom ustavu, mogla je stupiti na prijestolje, no majka ju je postavila u Državno vijeće.
Iste godine, 1956. počinje studirati na sveučilištu Leiden, gdje pohađa predavanja iz sociologije, prava, ekonomije, parlamentarne povijesti i ustavnog prava. Tijekom studija, slušala je i predavanja o temama kao što su: kultura Surinama i Nizozemskih Antila, povelja Kraljevine Nizozemske, međunarodni odnosi, međunarodno pravo, povijesti i europsko pravo.
Puno je putovala, a mjesta koja je posjetila su Ženeva, Strasbourg, Pariz i Bruxelles. Bila je i aktivni član udruge studentica sveučilišta Leiden. U srpnju 1961. diplomirala je pravo.

## Politika
Njeno pojavljivanje na političkoj sceni obilježeno je kontroverzom. Godine 1965. zaručila se za njemačkog diplomata i aristokrata Clausa von Amsberga. Vjenčali su se 10. ožujka 1966. godine. Tog dana izbili su masovni prosvjedi jer se ta odluka nije nimalo svidjela njenim podanicima. Naime, problem je bio u tome što je princ Claus bio pripadnik organizacije Hitlerova mladež i vojnik Wehrmachta pa ga je dio Nizozemaca povezivao s nacizmom. Tijekom vjenčanja nošeni su slogani kao na primjer: "Želim natrag svoj bicikl", koji se odnosio na zapljenu dobara koju su nacisti provodili tijekom okupacije Nizozemske. Na povorku je bačena i dimna bomba, što je dovelo do nasilnih sukoba s policijom. No, kako je vrijeme prolazilo, Claus je postao jedan od najpopularnijih pripadnika monarhije, a kada je 2002. godine umro, cijela je zemlja tugovala za njim.
Još nasilniji događaj dogodio se 30. travnja 1980. godine, kada je Beatrix postala kraljica Nizozemske. Izbili su prosvjedi protiv monarhije i loših uvjeta stanovanja u Nizozemskoj. Sukobi su s policijom postali nasilni i brutalni. Zbog problema nakon izbora 1977. godine, oko stvaranja koalicije, kraljica je poslala trojicu vođa i nakon nekoliko sati donesena je jednoglasna odluka. Majka je abdicirala u njenu korist. Kako su nizozemski mediji objavili niz tabloidnih priča, njena je zadaća bila da održi monarhiju modernom, učinkovitom i u skladu sa željama nizozemskog naroda. Ima više ovlasti nego većina europskih monarha. Nema puno utjecaja u unutarnjoj politici, ali u vanjskoj ima veliki utjecaj. Govori se da je čak prijetila otpustiti ministra ako se u Jordanu ne otvori veleposlanstvo Nizozemske.
Godine 2005. proslavila je 25 godina na prijestolju, te dobila počasni doktorat. Voli umjetnost, glazbu i jedna je od najbogatijih ljudi na svijetu. Ima tri sina. Naslijedio ju je najstariji sin princ Willem-Alexander.

## Vanjske poveznice
- Službene stranice Nizozemske kraljevske kuće